# Team Worldofbike.Gr/Saison 2010
Dieser Artikel listet Erfolge und Fahrer des Radsportteams Worldofbike.Gr in der Saison 2010 auf.

## Abgänge – Zugänge
| Zugänge                         | Team 2009                           | Abgänge                              | Team 2010           |
| ------------------------------- | ----------------------------------- | ------------------------------------ | ------------------- |
| Wim Van Huffel                  | Vorarlberg-Corratec                 | Maik Robert Cioni                    | Tusnad Cycling Team |
| Aivaras Baranauskas             | EC Raisme Petite Forêt              | Lars Steuber                         | unbekannt           |
| Jan Hopman                      | KrolStonE Continental Team (2007)   | Panagiotis Barbopoulos               | Unbekannt           |
| Mitchel Boet                    | Neoprofi                            | Panagiotis Exarchopoulos             | Unbekannt           |
| Alexander Labbe                 | Neoprofi                            | Georgios Fattas                      | Unbekannt           |
| Ioannis Polyzos                 | Neoprofi                            | Petros Gkazonis                      | Unbekannt           |
| Anthony Tricarico               | Neoprofi                            | Marios Kokolakis                     | Unbekannt           |
| Kimon Tzannis                   | Neoprofi                            | Athanassios Lefakis                  | Unbekannt           |
| Jasper Verberckmoes             | Neoprofi                            | David Merianos                       | Unbekannt           |
| Dirk Finders (ab 10. Juni)      | Team Kuota-Indeland                 | Mickael Muusse                       | Unbekannt           |
| Andreas Keuser (ab 1. August)   | Kuban                               | Panagiotis Nikolopoulos              | Unbekannt           |
| Glenn Vandemaele (ab 1. August) | Neoprofi                            | Georgios Petalas                     | Unbekannt           |
| Wim Van Moer (ab 1. September)  | Josan Isorex Mercedes Benz Aalst-CT | Ioannis Vorrias                      | Unbekannt           |
|                                 |                                     | Aivaras Baranauskas (bis 30. April)  | Unbekannt           |
|                                 |                                     | Jan Hopman (bis 31. Mai)             | Unbekannt           |
|                                 |                                     | Anthony Tricarico (bis 31. Mai)      | Unbekannt           |
|                                 |                                     | Evangelos Kastamoulas (bis 31. Juli) | Unbekannt           |

## Mannschaft
| Name                    | Geburtstag        | Nationalität   |              |
| ----------------------- | ----------------- | -------------- | ------------ |
| Mitchel Boet            | 27. Mai 1990      | Belgien        |              |
| Dirk Finders            | 29. Juli 1985     | Deutschland    |              |
| Dimitrios Gkaliouris    | 23. Mai 1981      | Griechenland   |              |
| Petros Gkazonis         | 30. Juni 1990     | Griechenland   |              |
| Panagiotis Keloglou     | 29. Juli 1981     | Griechenland   |              |
| Andreas Keuser          | 14. April 1974    | Deutschland    |              |
| Alexander Labbe         | 25. Februar 1989  | Belgien        |              |
| Ioannis Mariolas        | 20. Dezember 1986 | Griechenland   |              |
| Dimitris Polydoropoulos | 31. März 1989     | Griechenland   |              |
| Ioannis Polyzos         | 9. September 1991 | Griechenland   |              |
| Orestis Raptis          | 11. Juli 1990     | Griechenland   |              |
| Kimon Tzannis           | 12. Januar 1982   | Griechenland   |              |
| Wim Van Huffel          | 28. Mai 1979      | Belgien        |              |
| Wim Van Moer            | 25. Januar 1983   | Belgien        |              |
| Glenn Vandemaele        | 6. September 1990 | Belgien        |              |
| Jasper Verberckmoes     | 17. April 1980    | Belgien        |              |
| Stagiaires              | Stagiaires        | Nationalität   | Nationalität |
| Bassirou Konté          | Bassirou Konté    | Elfenbeinküste |              |
| Kenny Vandenheede       | Kenny Vandenheede | Belgien        |              |